# 167 км (зупинний пункт)
167 кіломе́тр — залізничний пасажирський зупинний пункт Луганської дирекції Донецької залізниці.
Розташований поблизу колишньої шахти ім. Ф.П. Лютикова, Сорокинський район, Луганської області на лінії Родакове — Ізварине між станціями Краснодон (7 км) та Ізварине (10 км).
Через військову агресію Росії на сході Україні транспортне сполучення припинене.